# Unterrichtsfilm
Unter einem Unterrichtsfilm (auch Lehrfilm) versteht man einen für Unterrichtszwecke produzierten Film. Spezialisiert auf den Verleih von Unterrichtsfilmen sind die Bildstellen und Medienzentren.

## Geschichte

### Ursprünge
Dass Filme schulische Lernprozesse unterstützen können, wurde von Pädagogen bereits bald nach der Entstehung dieses Mediums entdeckt. Im Jahr 1907 schuf Hermann Lemke im Brandenburgischen Storkow die Kinematographische Reformvereinigung, die einen ersten Katalog mit Filmen für Volksbildungs- und Schulzwecke herausgab.

### Weimarer Republik
Im Jahr 1919 richtete das Berliner Zentralinstitut für Erziehung und Unterricht eine „Beratungs- und Prüfstelle für Lehrfilme“ ein und seit 1920 entstanden in den größeren Städten Bildstellen.

### Nationalsozialismus
Als Unterrichtsmittel offiziell eingeführt wurde der Unterrichtsfilm in Deutschland am 26. Juni 1933 mit einem Erlass des Kultusministers Bernhard Rust. Die systematische Produktion von Unterrichtsfilmen setzte im Jahr 1934 mit der Gründung der Reichsstelle für den Unterrichtsfilm ein.
Gleichzeitig wurde das Bildstellenwesen weiter ausgebaut. Im Jahr 1943 gab es im Reichsgebiet 37 Landesbildstellen, zu denen ein Subsystem von 12.042 Stadtbildstellen gehörte. Parallel bestand das Bildstellennetz der Reichspropagandaleitung der NSDAP, die bereits im Jahr 1936 über 32 Gau-, 171 Kreis- und 22.357 Ortsgruppenfilmstellen verfügte. Diese Bildstellen hatten gut sortierte Filmlager und verliehen auch transportable Projektoren für 16-mm-Filme, mit denen in Schulräumen, in den Seminarräumen der Universitäten und bei Heimabenden Filme vorgeführt werden konnten.
Im Jahr 1940 besaßen schätzungsweise 40.000 der 62.000 Schulen eine Leinwand. In den Schulen wurden jedoch nicht nur Unterrichtsfilme, sondern auch Propagandafilme vorgeführt.

### Bundesrepublik Deutschland
In den 1960er Jahren gewann der Unterrichtsfilm durch die Einführung des Schulfernsehens weiter an Bedeutung.